# Parafia Dobrego Pasterza w Nagawczynie
Parafia Dobrego Pasterza w Nagawczynie – parafia rzymskokatolicka z siedzibą w Nagawczynie, znajdująca się w diecezji tarnowskiej, w dekanacie Dębica Wschód.